# وزارة الشركات
وزارة الشركات (بالإنجليزية: Corporate Ministry)‏ فريق تأسس في أواخر ربيع وصيف عام 1999 في اتحاد العالمي للمصارعة الحرة الجديد (دبليو دبليو إف). تشكل الفريق باندماج فريق الشركة مع فريق وزارة الظلام.

## روابط خارجية
- WWE.com (Official Website of World Wrestling Entertainment)
- Mr. McMahon's WWE Profile
- The Undertaker's WWE Profile
- Triple H's WWE Profile
- John "Bradshaw" Layfield's WWE Profile
- Ron "Faarooq" Simmons' WWE Profile
- PercyPringle.com (Official Website of Paul Bearer)